# Intersport
Intersport是一家总部位于瑞士伯尔尼的体育用品零售商。

## 历史
Intersport成立于1968年，彼时来自欧洲10个国家的体育用品零售商共同成立了跨国组织，后成为一个国际性的体育用品零售集团。
2012年，被Intersport收购。

## 运营
截至2021年2月，Intersport在66个国家设有共计5,500家商场。

## 赞助商
Intersport参与了多个体育团体及项目的赞助，包括马赛奥林匹克。